# 1925年の教育
1925年の教育では、1925年（大正14年）の教育分野に関する出来事について記述する。

## できごと

### 4月
- 4月13日 - 陸軍現役将校学校配属令を公布。中学校以上の学校で男子生徒に軍事教練が義務化される。

### 7月
- 7月21日 - 米国テネシー州の高等学校教師ジョン・スコープスに対して、生物の授業で「聖書の教義を否定した」として罰金100ドルの判決（スコープス裁判）。

### 10月
- 10月15日 - 小樽高等商業学校の軍事教練で朝鮮人暴動を想定したことが問題化。全国に軍事教練反対運動が再燃（小樽高商事件）。